# Crack

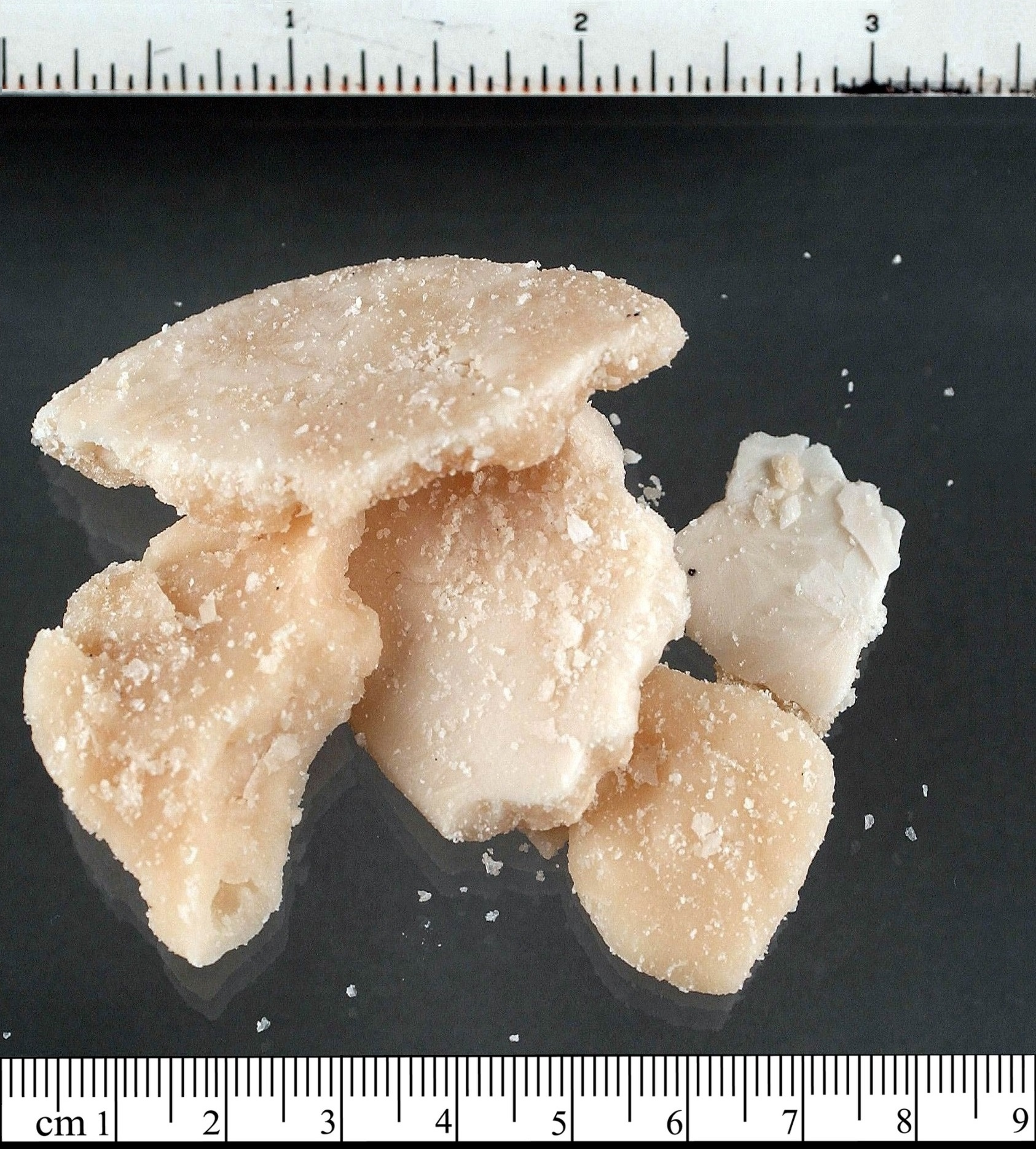
Pedras de crack

Crack (do inglês crack: 'ruído seco, estalo'; também referido como pedra de crack) é a cocaína solidificada em cristais. O nome deriva do ruído peculiar que se produz quando o cloridrato de cocaína é aquecido.
O surgimento do crack foi a solução encontrada para o problema do preparo da "pasta base" (composto sólido e pastoso denominado coloquialmente como "sulfato de cocaína", que contém 40% a 85% de cocaína) para consumo. Os traficantes, então, passaram a vender doses bem pequenas de crack por um preço tão baixo quanto três dólares estadunidenses.

## Propriedades químicas e físicas
Nas formas mais puras, as pedras de crack aparecem como cristais brancos, com bordas irregulares, com uma densidade ligeiramente maior do que a da parafina, semelhante a um plástico duro e quebradiço. Formas mais puras de crack afundam na água ou derretem nas bordas quando perto de uma chama (o crack vaporiza a 90 °C, 194 °F).
O crack resulta da conversão do cloridrato de cocaína em base livre (que contém 5% a 40% de cocaína) ao ser misturado com bicarbonato de sódio e água. É a forma de cocaína mais viciante e também a segunda droga mais viciante do mundo, perdendo apenas para a heroína. As pedras de crack oferecem uma curta, mas intensa euforia aos fumantes.

### Síntese

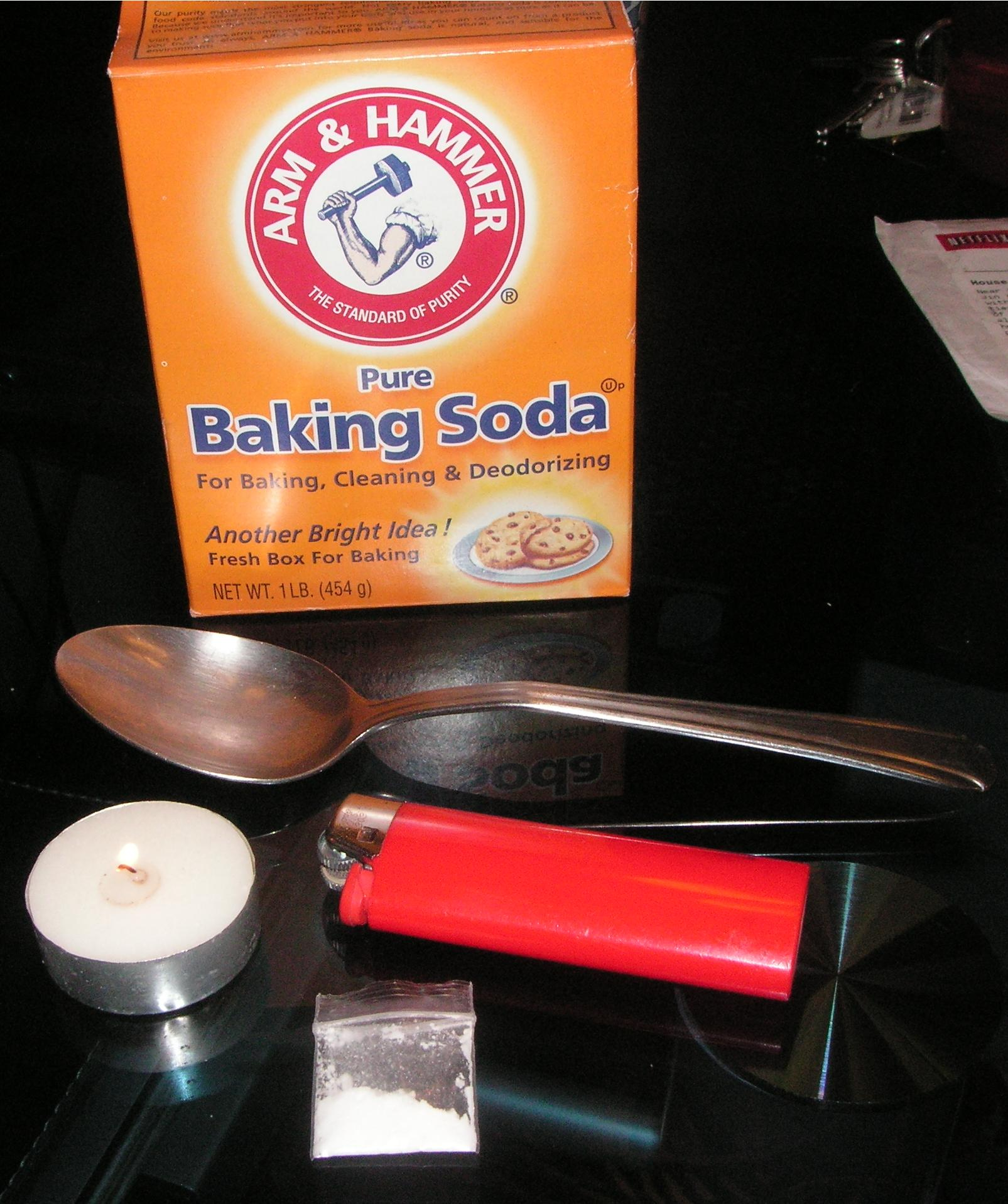
Para que a cocaína seja convertida em crack, são necessários vários suprimentos. Na foto, estão o bicarbonato de sódio, uma base comumente usada para sintetizar crack, uma colher de metal, uma vela e um isqueiro. A colher é colocada sobre a fonte de calor para que seja possível "cozinhar" a cocaína e transformá-la no crack.

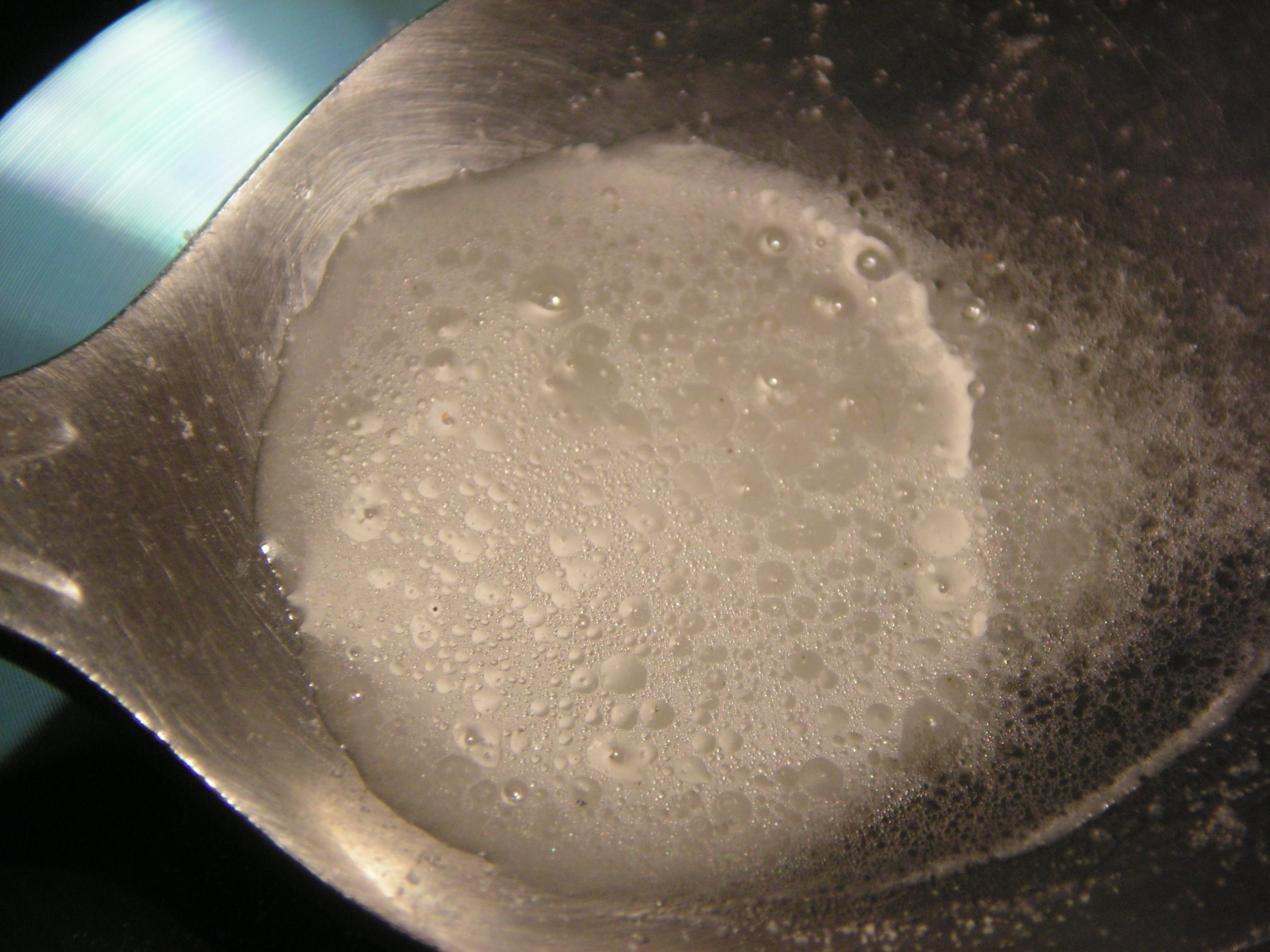
Síntese do crack na fase de aquecimento da cocaína

O crack costuma ser vendido já em forma de pedra, mas não é incomum que alguns usuários "cozinhem" sua própria cocaína em pó para sintetizar o crack. O processe de síntese é frequentemente feito com bicarbonato de sódio (bicarbonato de sódio), água e uma colher. Após ser misturado e aquecido, o bicarbonato reage com o cloridrato da cocaína em forma de pó numa reação reversível entre ácido e base, formando ácido carbônico (H2CO3) e cocaína em forma de base livre. O aquecimento acelera a degradação do ácido carbônico em dióxido de carbono (CO2) e água (H2O). A perda de CO2 impede que o produto da reação seja transformado novamente em cloridrato de cocaína. Nesse processo, a cocaína em base livre se separa como uma camada oleosa e passa a flutuar na solução aquosa, ponto em que o óleo é coletado rapidamente, geralmente com o auxílio de um alfinete ou outros objetos pontiagudos e finos. Isso puxa o óleo para cima e permite que o ar realize a secagem do óleo, ponto em que a droga se transforma em extrato sólido, o crack.
O bicarbonato de sódio (NaHCO3) é a base mais comumente usada para a preparação do crack, mas outras bases fracas podem substituí-la. A reação química ao usar bicarbonato de sódio para a síntese do crack é:
Coc+-HCl− + NaHCO3 → Coc + H2O + CO2 + NaCl
Com bicarbonato de amônio:
Coc+-HCl−+ NH4HCO3 → Coc + NH4Cl + CO2 + H2O
Com carbonato de amônio:
2 (Coc+-HCl−)  + (NH4)2CO3 → 2 Coc + 2 NH4Cl + CO2 + H2O

## Uso
Para o consumo inalatório da droga, são utilizados cachimbos elaborados pelos próprios usuários, geralmente de alumínio e compartilhados entre o grupo de uso. Também tem sido comum o consumo de cigarros comuns ou de maconha com fragmentos de pedras de crack. A forma injetável de cocaína não teve sucesso e foi quase extinta no Brasil, tendo sido substituída pelo crack, que provoca efeito semelhante e tão potente quanto o da cocaína injetada.
O crack também pode ser injetado por via intravenosa, produzindo com efeitos semelhantes ao da cocaína em pó quando injetava. No entanto, enquanto a cocaína em pó se dissolve em água, o crack só pode ser dissolvido em solução ácida, como o suco de limão (que contém ácido cítrico) ou o vinagre (que contém ácido acético). Esse processo reverte a conversão da cocaína em pó em crack. Agências de saúde pública e redução de danos podem distribuir pacotes de ácido cítrico ou ácido ascórbico (vitamina C) para esse fim.

## Efeitos psicológicos e fisiológicos

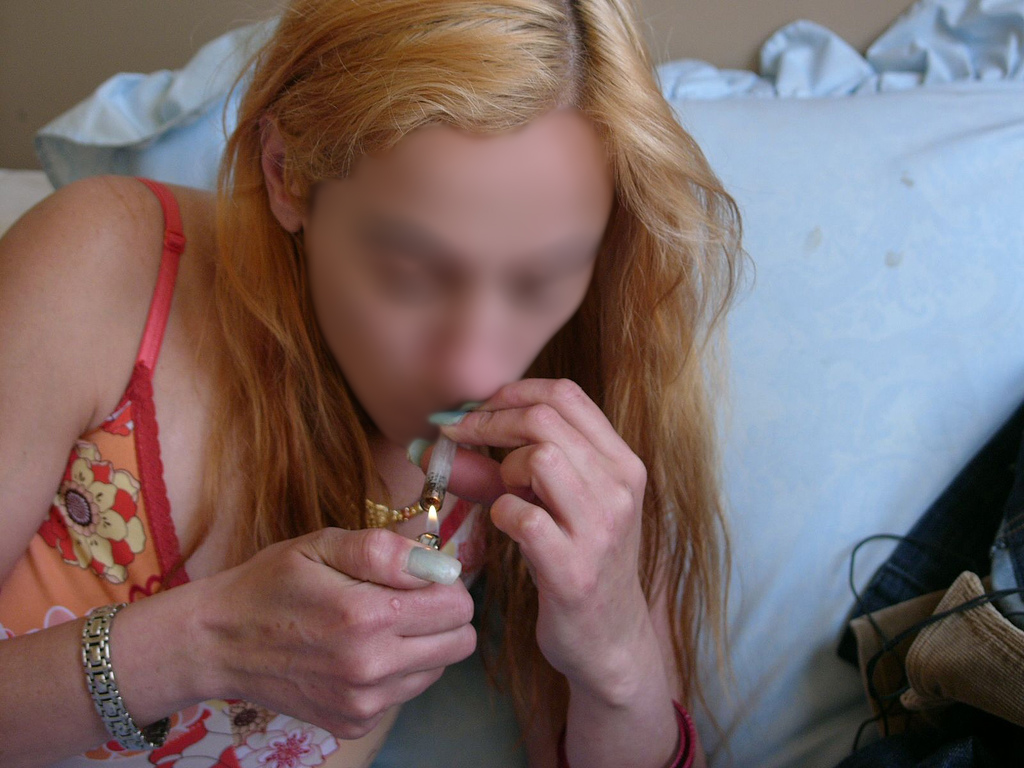
Mulher consumindo crack

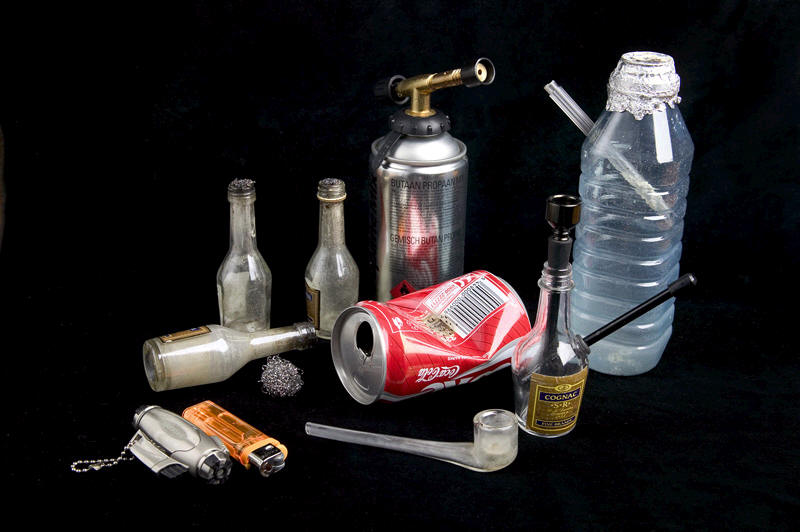
Objetos usados por fumantes de crack como cachimbos de vidro e improvisados de latas e garrafas

Os efeitos iniciais do crack são mais rápidos e intensos do que os de outras drogas injetáveis. A duração dos efeitos do crack é muito curta, em média cinco minutos, enquanto a cocaína, depois de injetada ou usada por via intranasal, provoca efeitos com duração em torno de 20 a 45 minutos. Os efeitos causados pelo crack são:
- euforia
- agitação
- sensação de prazer
- irritabilidade
- alterações da percepção e do pensamento
- taquicardia e tremores
- perda de apetite
- extrema autoconfiança
- insônia
- estado de alerta
- aumento de energia/disposição física

Grandes quantidades podem induzir tremores, vertigens, espasmos musculares, paranoia ou, com doses repetidas, uma reação tóxica muito semelhante à da intoxicação por anfetaminas. O uso regular do crack pode provocar alucinações e causar comportamentos violentos, episódios paranoicos e mesmo impulsos suicidas.
O uso de drogas estimulantes (principalmente anfetaminas e cocaína) pode levar à "parasitose delirante" ou síndrome de Ekbom: a crença equivocada de que se está infestado de parasitas. Essas ilusões também estão associados a febre alta ou abstinência do álcool, muitas vezes, juntamente com alucinações visuais sobre insetos. Pessoas que vivem essas alucinações podem arranhar-se, causando danos cutâneos graves e sangramento.
Grandes quantidades (várias centenas de miligramas ou mais) intensificam o efeito do crack para o usuário, mas também podem levar a um comportamento bizarro, errático e violento. Alguns usuários de crack relataram sentimentos de agitação, irritabilidade e ansiedade. Em casos raros, pode ocorrer morte súbita no primeiro uso do crack ou, de forma inesperada, depois. As mortes relacionadas ao crack são, muitas vezes, resultantes de parada cardíaca ou convulsões seguidas de parada respiratória.
Pode-se desenvolver uma tolerância considerável ao uso do crack. Os viciados procuram atingir o mesmo prazer de sua primeira experiência, e alguns aumentam a frequência das doses para intensificar e prolongar os efeitos eufóricos. Embora a tolerância a altas doses possa ocorrer, os usuários poderão também tornar-se mais sensíveis (sensibilização) aos efeitos anestésicos e convulsivantes do crack, sem aumentar a dose tomada. O aumento de sensibilidade pode explicar algumas mortes que ocorrem após doses aparentemente baixas de crack.
O primeiro relato de acidente vascular cerebral induzido por cocaína data de 1977. Com o desenvolvimento e disseminação do crack na década de 1980, houve um aumento significativo no número de relatos de casos descritos como acidentes vasculares cerebrais isquêmicos e hemorrágicos associados ao uso de cocaína, porém não há aumento de fatores de risco de AVC associado ao uso de cocaína. O consumo de crack fumado, usando-se latas de alumínio como cachimbo, tem levado a estudos em busca de evidências do aumento do alumínio sérico em usuários de crack, considerando-se que a ingestão de alumínio está associada a dano neurológico.

## Abstinência
A abstinência dura cerca de dez semanas. Nos quatro primeiros dias o paciente se sente cansado e desestimulado, come muito e sofre alterações de humor. Segundo o psiquiatra Valdir Ribeiro Campos, "existe grande tendência de o dependente voltar a usar a droga, caso a abstinência não seja tratada corretamente. Sem a medicação, os sintomas continuam e, comumente, levam a um quadro de depressão, alterações no padrão de sono e desestímulo", que pode levar à anedonia. Mas os sintomas paranóides transitórios são os principais componentes do quadro de abstinência do crack. Esse quadro caracteriza a chamada fissura (do inglês: craving). A fissura é frequentemente referida como uma necessidade imprescindível para o corpo, indispensável à vida e descrita como uma vontade "pior que a fome". A abstinência causa grande sofrimento físico e psíquico; o indivíduo é tomado por grande ansiedade e psicose sobre as maneiras de obter a droga, não consegue ficar parado: "o corpo dói, a mente dói, o coração gela, a boca do estômago trava". O objetivo da procura obcecada por crack não é somente obter prazer, mas também aliviar esse grande mal-estar. Os contornos obsessivos da "fissura" pelo crack tiram do indivíduo a sua capacidade de escolha e o seu discernimento, embora ele seja consciente da sua degradação física e moral. Devido às semelhanças sintomáticas entre a dependência e o transtorno obsessivo-compulsivo, ambos dividem etiologia similar.
Embora as mortes durante o processo de desintoxicação sejam frequentes, não há relação comprovada entre a morte de usuários de crack e a abstinência da droga, diferentemente do que ocorre no caso de dependentes de álcool e de heroína. Segundo os especialistas, essas mortes seriam causadas pela associação da dependência química com inanição ou outras doenças.
Na décima semana, esses sintomas começam a desaparecer, e o organismo começa a se recuperar.

## Tratamento
Atualmente várias abordagens de tratamento para dependência de cocaína e crack no Brasil vêm sendo discutidas, e há muitas controvérsias sobre qual abordagem teria demonstrado maior efetividade, segundo a literatura científica. Há um consenso de que a dependência de crack exige um tratamento difícil e complexo, por ser uma doença crônica e grave que deverá ser acompanhada por longo tempo. Não existe um único tratamento para eliminar a dependência do crack: o dependente precisa ser atendido nas diversas áreas afetadas, tais como social, familiar, física, mental, questões legais, qualidade de vida e trabalho de estratégias de prevenção de recaída.
Devido aos baixos índices de motivação do dependente e, consequentemente, pouca aderência do paciente ao tratamento, a família e a rede social de apoio exercem um papel de fundamental importância durante o processo de intervenção terapêutica. Contudo, a maioria dos estudos de revisão sobre famílias de dependentes químicos confirma que o universo familiar dessa população é frequentemente disfuncional. Outra dificuldade no tratamento da dependência do crack é a ausência de uma medicação específica que reduza o desejo pelos efeitos da substância. Inúmeros ensaios clínicos já foram realizados com antidepressivos tricíclicos (imipramina), inibidores seletivos de recaptação de serotonina (ISRS) (fluoxetina, sertralina e paroxetina), anticonvulsivantes e estabilizadores de humor (carbamazepina, gabapentina, lamotrigina, lítio), antipsicóticos e agentes aversivos (dissulfiram).
A submissão voluntária ao tratamento por parte do dependente é difícil, haja vista que a fissura, isto é, a vontade de voltar a usar a droga, é grande demais. Além disso, a maioria das famílias de usuários não tem condições de custear tratamentos em clínicas particulares ou de conseguir vagas em clínicas terapêuticas assistenciais. Além disso, nem sempre as clínicas são idôneas. Nas comunidades terapêuticas, as internações acontecem voluntariamente. Estão regulamentadas pela Resolução nº 101/2001 da Vigilância Sanitária, mas várias das que funcionam atualmente estão fora das normas.
É comum o dependente iniciar, mas abandonar o tratamento.
A imprensa também tem mostrado as dificuldades sofridas por parentes de dependentes do crack para tratá-los. Casos extremos, de famílias que não conseguem ajuda no sistema público de saúde, são cada vez mais comuns.
A melhor forma de tratamento desses pacientes ainda parece ser objeto de discussão entre especialistas. Muitos psiquiatras e autoridades posicionam-se a favor da internação compulsória em casos graves e emergenciais, cobrando revisão da legislação brasileira, que restringe severamente a internação compulsória de dependentes químicos, e o aumento de vagas em clínicas públicas que oferecem esse tipo de internação. Contra a internação involuntária, há argumentos de que é muito baixa a eficácia do tratamento sem que haja o desejo da pessoa de se tratar. Por outro lado, admiti-la como foco de uma política de tratamento dos usuários de crack poderia abrir espaço para a violação de direitos humanos, como ressaltou Pedro Abramovay, em entrevista na Revista Cult, 165, ano 15, fevereiro 2012: "Não dá para não pensar na metáfora de Machado de Assis - a internação compulsória pode levar todos à Casa Verde [hospício criado por Simão Bacamarte em 'O Alienista']."
Desde 21 de janeiro de 2013, entrou em vigor o programa de internação compulsória de dependentes de drogas, do governo do Estado de São Paulo.
Poucas cidades brasileiras possuem o Centro de Atenção Psicossocial a Álcool e Drogas (CAPS AD). Essa modalidade de CAPS foi criada pela portaria ministerial 336, de 10 de fevereiro de 2002. Possui atendimento ambulatorial e hospital-dia com equipes interdisciplinares cuja função é criar uma rede de atenção aos usuários de álcool e outras drogas.
Outra estratégia de intervenção voltada à abordagem do usuário de crack são os chamados "Consultórios de Rua".
A recuperação é possível, mas depende de muitos fatores, como o apoio familiar, da comunidade, a existência de rede de saúde adequada e, de modo especial, a persistência da pessoa (vontade de mudar). Além disso, quanto antes procurada a ajuda, mais provável o sucesso no tratamento. Segundo o médico psiquiatra Marcelo Ribeiro de Araújo, "Faz-se necessário a constituição de equipe interdisciplinar experiente e capacitada, capaz de lhes oferecer um atendimento intensivo e adequado às particularidades de cada um deles, contemplando suas reais necessidades de cuidados médicos gerais, de apoio psicológico e familiar, bem como de reinserção social".
Estudos indicam que a porcentagem de usuários de crack que são vítimas de morte violenta é significativamente elevada. O pesquisador Marcelo Ribeiro de Araújo acompanhou 131 dependentes de crack internados em clínicas de reabilitação e concluiu que usuários de crack correm risco de morte oito vezes maior que a população em geral. Cerca de 18,5 por cento dos pacientes morreram após cinco anos. Destes, cerca de 60 por cento morreram assassinados, 10 por cento morreram de overdose e 30 por cento em decorrência de síndrome da imunodeficiência adquirida.[carece de fontes?]

## História

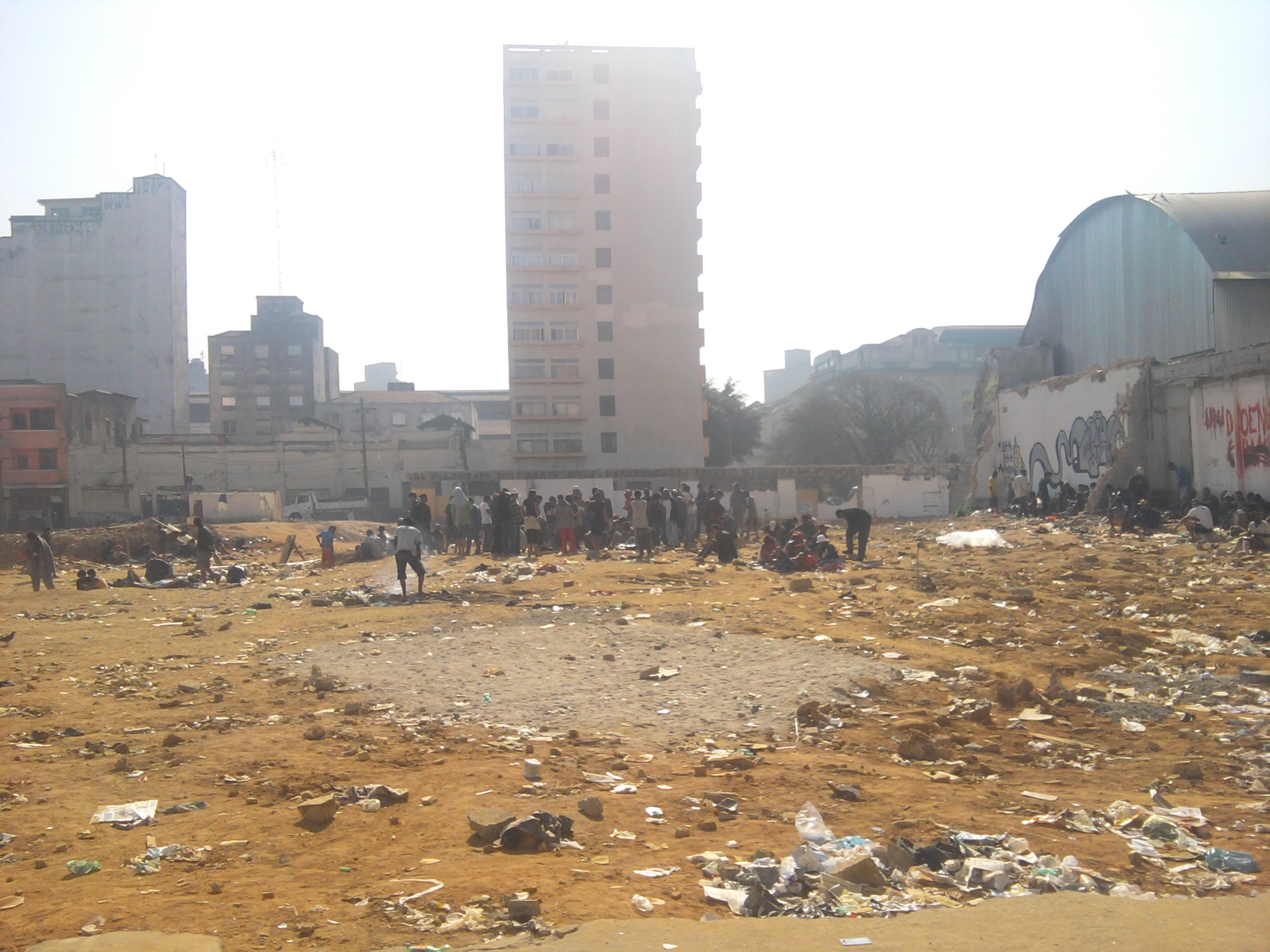
Cracolândia, ponto de consumo de crack em São Paulo

O crack apareceu nos Estados Unidos primeiramente em bairros pobres do centro das cidades de New York, Los Angeles e Miami, entre 1984 e 1985. No Brasil, o crack passou a ser conhecido nos anos de 1990.
Brasil
As informações sobre a chegada do crack ao Brasil vêm da imprensa leiga ou de órgãos policiais. A primeira apreensão da substância no município de São Paulo registrada nos arquivos da Divisão de Investigação sobre Entorpecentes (DISE) aconteceu em 1990. Algumas evidências apontam para o surgimento da substância em bairros da Zona Leste da cidade, alcançando depois, a região central, nas imediações da Estação da Luz, área que ficou conhecida como Cracolândia.

### Epidemiologia
Canadá
Pesquisas recentes têm mostrado aumento no uso do crack, e um estudo com moradores de rua mostrou que 52,2% deles tinham consumido crack nos últimos seis meses. Em Toronto, 78,8% dos entrevistados relataram ter fumado crack nos últimos seis meses (15).
Brasil
Um estudo brasileiro de 2011, examinou a taxa de mortalidade, os indicadores de mortalidade e as causas de mortes entre 131 pacientes brasileiros dependentes de crack/cocaína que procuraram tratamento durante meados dos anos 1990 no Brasil, o perfil predominante do usuário foi: homem, jovem com menos de 30 anos, solteiro, de baixa classe socioeconômica, baixo nível de escolaridade, sem vínculos empregatícios formais e em geral isolado socialmente.
Em 19 de setembro de 2013, o governo federal do Brasil apresentou os resultados das pesquisas "Estimativa do número de usuários de crack e/ou similares nas capitais do país" e "Perfil dos usuários de crack e/ou similares no Brasil", que fazem parte do programa nacional de prevenção e pesquisa "crack, é possível vencer", lançado em 2011.
Em janeiro de 2014, no âmbito de um programa social da prefeitura da cidade de São Paulo, dependentes do crack começaram a trabalhar como garis, recebendo uma remuneração diária. O programa não obrigava ninguém a abandonar as drogas, e a adesão era voluntária, tendo em vista ter sido pensado como voltado à redução de danos (RD). Os dependentes também passavam a residir em hotéis.
Apesar de seu uso ainda não ter sido estudado em laboratório quanto a isso, o alucinógeno ibogaína vem sendo usado com sucesso no Brasil e tem demonstrado ser eficiente para tratar a dependência de usuários de drogas como o crack.